# إدواردو بيلمونت أندرسون
إدواردو بيلمونت أندرسون (بالإسبانية: Eduardo Belmont Anderson)‏ هو شخصية أعمال بيروفي، ولد في عقد 1940.